# Guess Who's Coming to Dinner
Guess Who's Coming to Dinner' (bra: Adivinhe Quem Vem Para Jantar; prt: Adivinha Quem Vem Jantar) é um premiado filme estadunidense cômico-dramático de 1967 dirigido por Stanley Kramer e que traz Spencer Tracy, Sidney Poitier e Katharine Hepburn no elenco.
O filme foi um dos poucos filmes da época a retratar um casamento inter-racial de uma forma positiva, já que o casamento inter-racial historicamente era ilegal em muitos estados dos Estados Unidos. Ainda era ilegal em 17 estados, até 12 de junho de 1967, seis meses antes do lançamento do filme, e as cenas foram filmadas pouco antes de as leis anti-miscigenação serem derrubadas pela Suprema Corte.
O filme foi o nono e último par na tela de Tracy e Hepburn. Tracy ficou muito doente durante as filmagens, mas insistiu em continuar. As filmagens de seu papel foram concluídas apenas 17 dias antes da morte de Tracy em junho de 1967. Hepburn nunca viu o filme completo, dizendo que as memórias que evocaria para ela de Tracy eram muito emocionais. O filme foi lançado em dezembro de 1967, seis meses após sua morte.  
Em 2017 (no seu 50º aniversário), o filme foi selecionado para preservação no Registro Nacional de Filmes  pela Biblioteca do Congresso como sendo "culturalmente, historicamente ou esteticamente significativo". A  trilha sonora indicada ao Oscar foi composta por Frank De Vol.

## Enredo
O filme conta a história de Joanna Drayton (Houghton), uma jovem branca estadunidense que acabou de começar um romance com o renomado Dr. Prentice (Poitier), um médico afro-americano que ela conheceu enquanto estava de férias no Havaí. Os dois planejam se casar e ela irá retornar com ele para sua casa na Suíça. O enredo do filme é centrado no retorno de Joanna para a casa de sua família liberal de classe alta em San Francisco com seu noivo e a reação de seus pais e amigos ao saberem da notícia.

## Elenco
- Spencer Tracy como Matt Drayton
- Sidney Poitier como Dr. John Wayde Prentice Jr.
- Katharine Hepburn como Christina Drayton
- Katharine Houghton como Joanna "Joey" Drayton
- Cecil Kellaway como Monsenhor Mike Ryan
- Beah Richards como Mary Prentice
- Roy E. Glenn como John Prentice Sr.
- Virginia Christine como Hilary St. George
- Alexandra Hay como Carhop
- Isabel Sanford como Matilda "Tillie" Binks
- Barbara Randolph como Dorothy
- D'Urville Martin como Frankie

## Produção
De acordo com Kramer, ele e Rose estruturaram intencionalmente o filme para desmascarar os estereótipos étnicos. O jovem médico, papel típico do jovem Sidney Poitier, foi criado idealisticamente perfeito, de modo que as únicas objeções possíveis ao seu casamento com Joanna seriam sua raça, ou o fato de ela o conhecer há apenas 10 dias; o personagem se formou em uma escola de ponta, iniciou iniciativas médicas inovadoras na África, recusou-se a fazer sexo antes do casamento com sua noiva, apesar da vontade dela, e deixa dinheiro em um recipiente aberto na mesa de seu futuro sogro como pagamento por uma chamada telefônica à distância que ele fez. Kramer e Rose completaram o roteiro do filme em cinco semanas.
Kramer afirmou mais tarde que os atores principais acreditaram tanto na premissa que concordaram em atuar no projeto antes mesmo de ver o roteiro. A produção foi marcada para janeiro de 1967 e encerrada em 24 de maio de 1967. Aos 67 anos, Spencer Tracy estava com muitos problemas de saúde.  
O cronograma de filmagem foi alterado para acomodar a saúde debilitada de Tracy. Todas as cenas e tomadas de Tracy foram filmadas entre 9:00 e meio-dia de cada dia para dar a ele tempo adequado para descansar pelo resto do dia. Por exemplo, a maioria das cenas de diálogo de Tracy foram filmadas de tal forma que durante close-ups de outros personagens, um substituto foi colocado no lugar dele.
A saúde debilitada de Tracy era mais séria do que a maioria das pessoas que trabalhavam no set imaginava. Segundo Poitier: “A doença do Spencer dominou tudo. Eu sabia que a saúde dele era muito ruim e muitas das pessoas que sabiam qual era a situação não acreditavam que terminaríamos o filme, ou seja, que Tracy conseguiria terminar o filme". Tracy morreu duas semanas depois de terminar seu trabalho no filme.
Hepburn ajudou significativamente a escalar sua sobrinha, Katharine Houghton, para o papel de Joey Drayton. Sobre isso, Hepburn afirmou: "Houve um papel adorável para Kathy [Houghton], minha sobrinha [...] Ela interpretaria Spencer e minha filha. Eu adorei. Ela é linda e definitivamente tinha uma semelhança familiar. Era minha ideia."
Dada a natureza tensa do racismo nos Estados Unidos durante a produção do filme, Poitier sentiu que estava "sob observação atenta" por Tracy e Hepburn durante seus primeiros jantares antes da produção. No entanto, ele conseguiu conquistá-los rapidamente. Devido à história próxima de Tracy e Hepburn com Kramer, Poitier citou que Hepburn e Tracy passaram a ter com ele "o tipo de respeito que tinham por Kramer, e eles tinham que dizer a si mesmos (e tenho certeza que sim), esse garoto tem que estar muito bem, porque Stanley está louco para trabalhar com ele".

## Lançamento
O filme estreou nos cinemas em 12 de dezembro de 1967. Foi lançado em Blu-Ray em 7 de fevereiro de 2017, para comemorar o 50º aniversário do filme.

### Recepção
Guess Who's Coming to Dinner  foi um sucesso de bilheteria em 1968 nos Estados Unidos, inclusive nos estados do sul, onde tradicionalmente se supunha que poucos espectadores brancos gostariam de ver qualquer filme com protagonistas negros. O sucesso deste filme desafiou essa suposição no  marketing cinematográfico.
O lançamento do filme nos Estados Unidos deu a Poitier seu terceiro sucesso de bilheteria em seis meses em 1967, o que colocou em questão a raça do personagem de Poitier. O filme arrecadou um total de $ 56,7 milhões.
O filme foi exibido pela primeira vez na televisão dos Estados Unidos na CBS em 19 de setembro de 1971 e foi o filme de maior audiência transmitido no ano, com uma classificação de 26,8 e uma participação de audiência de 44%. 

## Principais prêmios ganhos
O filme recebeu dez indicações aos prêmios Oscar, levando apenas duas estatuetas. Recebeu sete indicações aos prêmios Globo de Ouro, levando nenhum. Recebeu também duas indicações aos prêmios BAFTA, levando ambos os prêmios.
- 1968: Oscar na categoria de melhor atriz principal (Katharine Hepburn)
- 1968: Oscar na categoria de melhor roteiro original
- 1969: BAFTA na categoria de melhor ator principal (Spencer Tracy)
- 1969: BAFTA na categoria de melhor atriz principal (Katharine Hepburn)
- 1968: Prêmio David di Donatello (Itália) na categoria de melhor filme estrangeiro
- 1969: Prémios Fotogramas de Plata (Espanha) na categoria de melhor ator estrangeiro (Sidney Poitier)

### Reconhecimento do American Film Institute
- Lista dos melhores filmes estadunidenses: 99º
- Lista dos filmes estadunidenses mais inspiradores: 35º

## Remakes
Episódios de The Golden Girls e The Fresh Prince of Bel-Air, além dos filmes Shrek 2 e You People, apresentaram tramas semelhantes ao filme.